# Clássico das Cores (Ceará)
O Clássico das Cores é um dos três clássicos disputados pelos chamados clubes grandes da cidade de Fortaleza, no Nordeste do Brasil, e opõe os tricolores do Fortaleza Esporte Clube, o Leão do Pici, fundado em 18 de outubro de 1918, aos corais do Ferroviário Atlético Clube, o Tubarão da Barra, fundado em 9 de maio de 1933. É assim chamado pelo fato de ser disputado por dois clubes de três cores (Fortaleza com vermelho, azul e branco; Ferroviário com vermelho, preto e branco).
Esta rivalidade começou a ser gestada em 1938, quando o clube coral começou a disputar o Campeonato Cearense de Futebol. O primeiro confronto oficial de que se tem notícia deu-se em 1938, pelo Campeonato Cearense daquele ano, o primeiro a ter participação do Tubarão. O resultado da partida foi de 2 a 0 para o Fortaleza.

## Estatística geral
A estatística referente aos embates oficiais do Clássico das Cores é esta:
- Vitórias do Fortaleza: 141
- Empates: 95
- Vitórias do Ferroviário: 97
- Gols do Fortaleza: 492
- Gols do Ferroviário: 421

A última partida considerada é a de 5 de março  de 2025, Fortaleza 4 x 0 Ferroviário, pela Copa do Nordeste de 2025.

## Outros números do clássico
- Maior tabu a favor do Fortaleza: 27 partidas, sendo 21 vitórias e 6 empates, entre 1999 e 2007;
- Maior tabu a favor do Ferroviário: 18 partidas, sendo 8 vitórias e 10 empates, entre 1978 e 1981;
- Maior sequência de vitórias seguidas do Fortaleza: onze, de 1999 a 2002;
- Maior sequência de vitórias seguidas do Ferroviário: nove, de 1940 a 1943;
- Maior sequência de empates seguidos: sete, entre 1989 e 1990;
- Maior goleada leonina: Fortaleza 5 a 0, pelo Campeonato Cearense de 1947;
- Maiores goleadas corais: Ferroviário 6 a 1, pelo Campeonato Cearense de 1951, além de mais quatro partidas com o placar de 5 a 0, igualando assim o maior placar dos tricolores;
- Partida com o maior número de gols: Fortaleza 7 a 4, pelo Campeonato Brasileiro da Série C de 1998;
- Em nove decisões de campeonatos cearenses, a vantagem do Fortaleza é inquestionável, com oito finais ganhas e apenas uma perdida.